# Озёрно-равнинные языки
Озёрно-равнинные языки (также лейкс-плейн) — папуасская семья, включающая 19 языков. Область распространения — район границы индонезийских провинций Папуа и Западное Папуа.
Согласно предварительной классификации Стивена Вурма, озёрно-равнинные языки образуют вместе с торскими языками языковую ветвь в составе трансновогвинейской филы. Дуэйн Клаус, не установив родства с торскими языками, объединил озёрно-равнинные языки с языками залива Гелвинк. По мнению Малкольма Росса, озёрно-равнинные языки представляют собой изолированную языковую семью.

## Классификация
Классификация озёрно-равнинных языков Стивена Вурма:
|                               | туру: эдопи–иау–фои–туру (диалектный континуум)                                                                                 |
|                               | |
|                               | дувле |
|                               | |
|                               | Западные тарику: фаю, кирикири (но не таусе)                                                                                    |
|                               | |
| восточные тарику (таори/тори) | \| \| сикаритаи–эритаи–обокуитаи–биритаи–каий, квериса \| \| \| \| \| \| папасена \| \| \| \| \| \| доутаи, варитаи \| \| \| \| |
|                               | \| \| сикаритаи–эритаи–обокуитаи–биритаи–каий, квериса \| \| \| \| \| \| папасена \| \| \| \| \| \| доутаи, варитаи \| \| \| \| |
|                               | сикаритаи–эритаи–обокуитаи–биритаи–каий, квериса                                                                                |
|                               | |
|                               | папасена |
|                               | |
|                               | доутаи, варитаи |
|                               | |

|  | сикаритаи–эритаи–обокуитаи–биритаи–каий, квериса |
|  |                                                  |
|  | папасена                                         |
|  |                                                  |
|  | доутаи, варитаи                                  |
|  |                                                  |

|                               | туру: эдопи–иау–фои–туру (диалектный континуум)                                                                                 |
|                               | |
|                               | дувле |
|                               | |
|                               | Западные тарику: фаю, кирикири (но не таусе)                                                                                    |
|                               | |
| восточные тарику (таори/тори) | \| \| сикаритаи–эритаи–обокуитаи–биритаи–каий, квериса \| \| \| \| \| \| папасена \| \| \| \| \| \| доутаи, варитаи \| \| \| \| |
|                               | \| \| сикаритаи–эритаи–обокуитаи–биритаи–каий, квериса \| \| \| \| \| \| папасена \| \| \| \| \| \| доутаи, варитаи \| \| \| \| |
|                               | сикаритаи–эритаи–обокуитаи–биритаи–каий, квериса                                                                                |
|                               | |
|                               | папасена |
|                               | |
|                               | доутаи, варитаи |
|                               | |

|  | сикаритаи–эритаи–обокуитаи–биритаи–каий, квериса |
|  |                                                  |
|  | папасена                                         |
|  |                                                  |
|  | доутаи, варитаи                                  |
|  |                                                  |

## Фонология
Клоус (1993) отметили многие из языков озёрных долин и распределили несколько фонологических особенностей. Хотя папуасские языки имеют две носовые фонемы, это не имеет отношения к языкам озёрных равнин. Хотя фонетические носовые звуки существуют во многих языках равнин, они не контрастируют с соответствующими звонкими смычными согласными. В языках доутаи, обокуитаи, сикаритаи нет фонетических носовых согласных. Кроме того, ни в одном языке озёрных равнин нет плавной фонемы. Клоус (1997) реконструирует для предков озёрных равнин типологически замечательную инвентаризацию согласных, состоящую в основном из смычных /p, t, k, b, d/.
Многие из языков имеют очень высокие сокращённые (фрикативизированные) гласные; в языках доутаи и кирикири это составляет отдельные фонемы из /i/ и /u/. Фрикативизированные гласные, кажется, имеют развитие от удаления последующих согласных.